# L'amore il pomeriggio
L'amore il pomeriggio (L'amour l'après-midi) è un film del 1972 scritto e diretto da Éric Rohmer.
È il sesto e ultimo capitolo del ciclo dei Sei racconti morali (Six contes moraux), una serie di opere del regista francese composta da un cortometraggio, un mediometraggio e quattro lungometraggi.

## Trama
Hélène e Frédèric sono una coppia benestante, con una bella casa nella periferia di Parigi, in attesa del secondo figlio. A rompere l'equilibrio sarà l'incontro tra il marito e Chloé, l'ex fidanzata di un amico. I due cominciano a vedersi spesso, sempre di pomeriggio. Lui ne è attratto sempre più ma alla fine non riuscirà a tradire sua moglie di cui è innamorato.

## Produzione
Il film è prodotto da Pierre Cottrell e distribuito da "Les Films du Losange" di Barbet Schroeder.

## Critica
(Michele Mancini)

## L'ultima sequenza
Nell'ultima sequenza del film si ripete una situazione analoga a quella del finale di La mia notte con Maud. Il protagonista abbandona l'amante un attimo prima di tradire la moglie e corre da lei, non prima però di avvertirla con una telefonata del suo imprevisto arrivo di pomeriggio. Benché oppresso dal senso di colpa, ha modo di accorgersi che la moglie lo accoglie sorpresa, imbarazzata e intimidita. Dal suo atteggiamento nervoso, senza che nulla venga detto, comprende che forse anche lei gli nasconde qualcosa e ha bisogno di farsi perdonare.

## Remake
Nel 2007 il comico statunitense Chris Rock ne ha scritto, diretto ed interpretato un remake, Manuale d'infedeltà per uomini sposati (I Think I Love My Wife).